# Campionati africani di atletica leggera 2018 - Salto triplo maschile
La specialità del salto triplo maschile ai campionati africani di atletica leggera di Asaba 2018 si è svolta il 4 agosto allo Stadio Stephen Keshi.

## Risultati
| Class   | Atleta                   | Nazione        | #1    | #2    | #3    | #4    | #5    | #6    | Risultati | Note             |
| ------- | ------------------------ | -------------- | ----- | ----- | ----- | ----- | ----- | ----- | --------- | ---------------- |
| Oro     | Hugues Fabrice Zango     | Burkina Faso   | 16.92 | 16.82 | x     | 16.88 | 17.11 | x     | 17.11     | Record nazionale |
| Argento | Godfrey Khotso Mokoena   | Sudafrica      | x     | 15.94 | 16.16 | 16.32 | 16.65 | 16.83 | 16.83     |                  |
| Bronzo  | Yasser Triki             | Algeria        | 16.35 | 15.70 | 15.96 | 15.14 | 16.69 | 16.78 | 16.78     |                  |
| 4       | Mamadou Chérif Dia       | Mali           | 16.10 | x     | 15.87 | x     | 16.33 | 16.44 | 16.44     |                  |
| 5       | Jonathan Drack           | Mauritius      | 15.99 | 16.41 | x     | x     | x     | 16.39 | 16.41     |                  |
| 6       | Marcel Mayack II         | Camerun        | 15.80 | 16.17 | x     | x     | 16.40 | 16.12 | 16.40     |                  |
| 7       | Roger Haitengi           | Namibia        | 16.11 | 15.69 | x     | x     | x     | x     | 16.11     |                  |
| 8       | Ineh Emmanuel            | Nigeria        | 16.09 | 15.88 | x     | –     | –     | –     | 16.09     |                  |
| 9       | Isaac Kirwa Yego         | Kenya          | 15.71 | 15.93 | 15.91 |       |       |       | 15.93     |                  |
| 10      | Adir Gur                 | Etiopia        | 14.92 | 15.27 | 15.50 |       |       |       | 15.50     |                  |
| 11      | Amath Faye               | Senegal        | 15.40 | x     | 15.18 |       |       |       | 15.40     |                  |
| 12      | Menzi Mthembu            | Sudafrica      | 15.33 | x     | 13.85 |       |       |       | 15.33     |                  |
| 13      | Lazare Simklina          | Togo           | 14.60 | 15.02 | 14.59 |       |       |       | 15.02     |                  |
| 14      | Raymond Nkwemy           | Camerun        | 14.26 | 14.28 | 14.56 |       |       |       | 14.56     |                  |
| 15      | Thierry Konan            | Costa d'Avorio | x     | 14.42 | x     |       |       |       | 14.42     |                  |
| N.D.    | Lormans Mansiantima-Yitu | RD del Congo   |       |       |       |       |       |       | dns       |                  |
| N.D.    | Appolinaire Yinra        | Camerun        |       |       |       |       |       |       | dns       |                  |